# Palazzo Pozzobonelli-Isimbardi
Il palazzo Pozzobonelli-Isimbardi costituisce uno dei maggiori esempi di architettura civile di epoca rinascimentale a Milano giunti sino a noi. 

## Storia
La sua costruzione fu iniziata alla fine del XV secolo, su committenza di Bergonzio Botta, alto dignitario alla corte di Ludovico il Moro. Il nome attuale del palazzo deriva dai successivi proprietari, la famiglia dei Pozzobonelli, marchesi di Arluno, fra le famiglie più influenti di Milano, imparentata con gli Isimbardi. 
A loro è dovuta la decorazione del cortile maggiore, che appunto presenta, agli angoli del cortile, gli stemmi dei Pozzobonelli, con l'aquila, e quelli Isimbardi, con tre stelle in diagonale. La famiglia mantenne la proprietà del palazzo anche nei secoli successivi, e una nuova campagna di restauri e decorazioni fu promossa dal cardinale Giuseppe Pozzobonelli, arcivescovo di Milano dal 1743 al 1783, che ne fece la propria residenza.
Restaurato negli anni venti dall'architetto Ferdinando Reggiori, fu gravemente danneggiato dai bombardamenti del 1943 a seguito dei quali bruciarono interamente gli interni e fu distrutta gran parte della facciata che si presentava in forme settecentesche.

## Descrizione
Il cortile centrale è la parte del palazzo che ha conservato le originarie decorazioni rinascimentali, in cotto e pietra. Si presenta in sobre forme bramantesche, costituito da un portico di tre arcate per lato, sorretto da colonne con capitelli compositi. Ciò che lo caratterizza maggiormente sono le singolari mensole rovesciate che sormontano i capitelli, un tempo riccamente decorate, che conferiscono notevole slancio all'architettura. 
Un accorgimento simile si può vedere, a Milano, nei chiostri di Sant'Ambrogio, che ora ospitano l'Università Cattolica. Al piano superiore le lineari cornici delle finestre poggiano su un davanzale continuo. Completano la decorazione una serie di medaglioni in pietra con profili di imperatori romani, collocati fra gli archi. Un secondo cortile presenta decorazioni in cotto restaurate nel secondo dopoguerra.

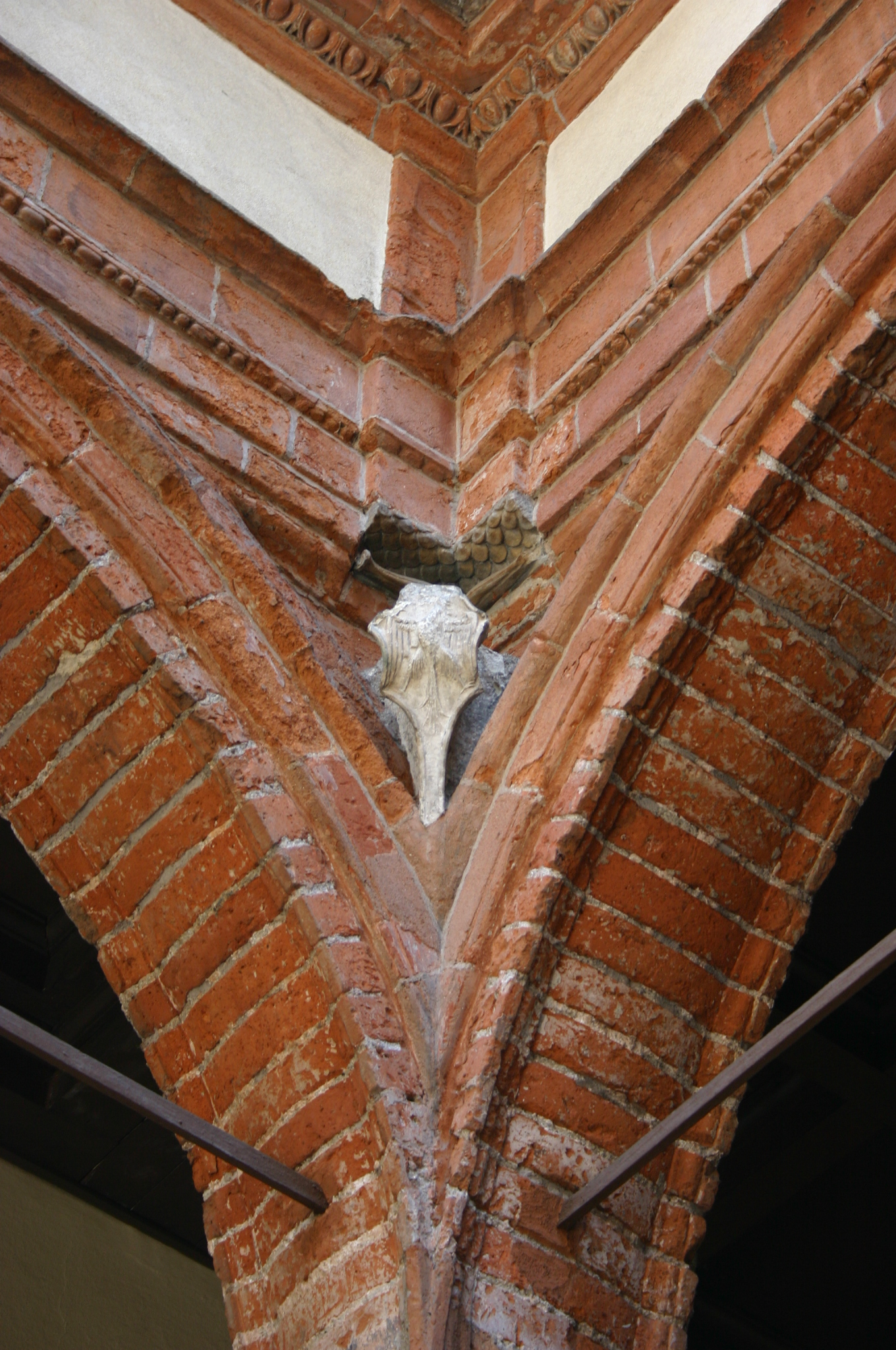
Stemma dei Pozzobonelli
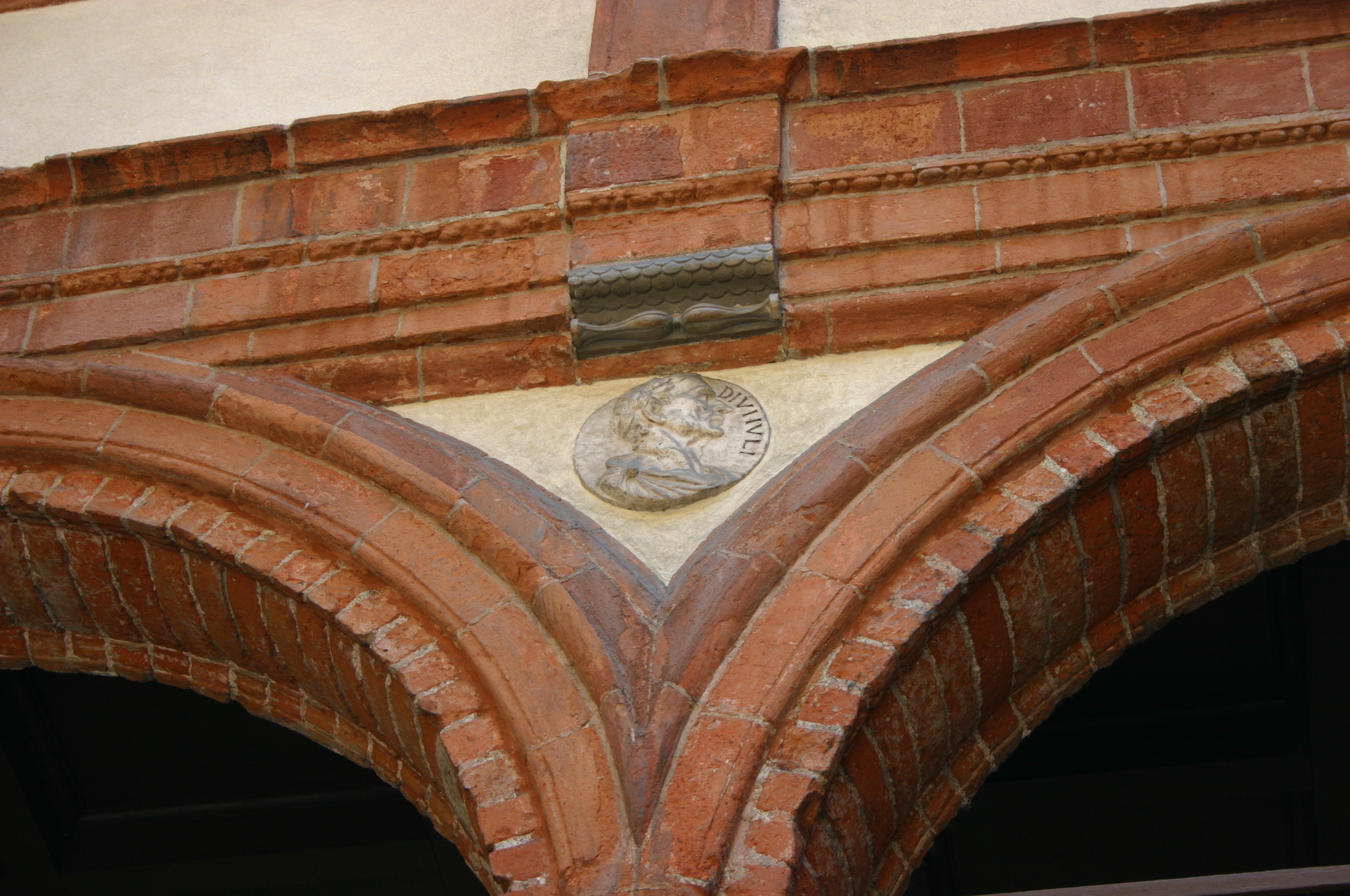
Profilo di Giulio Cesare, particolare della decorazione
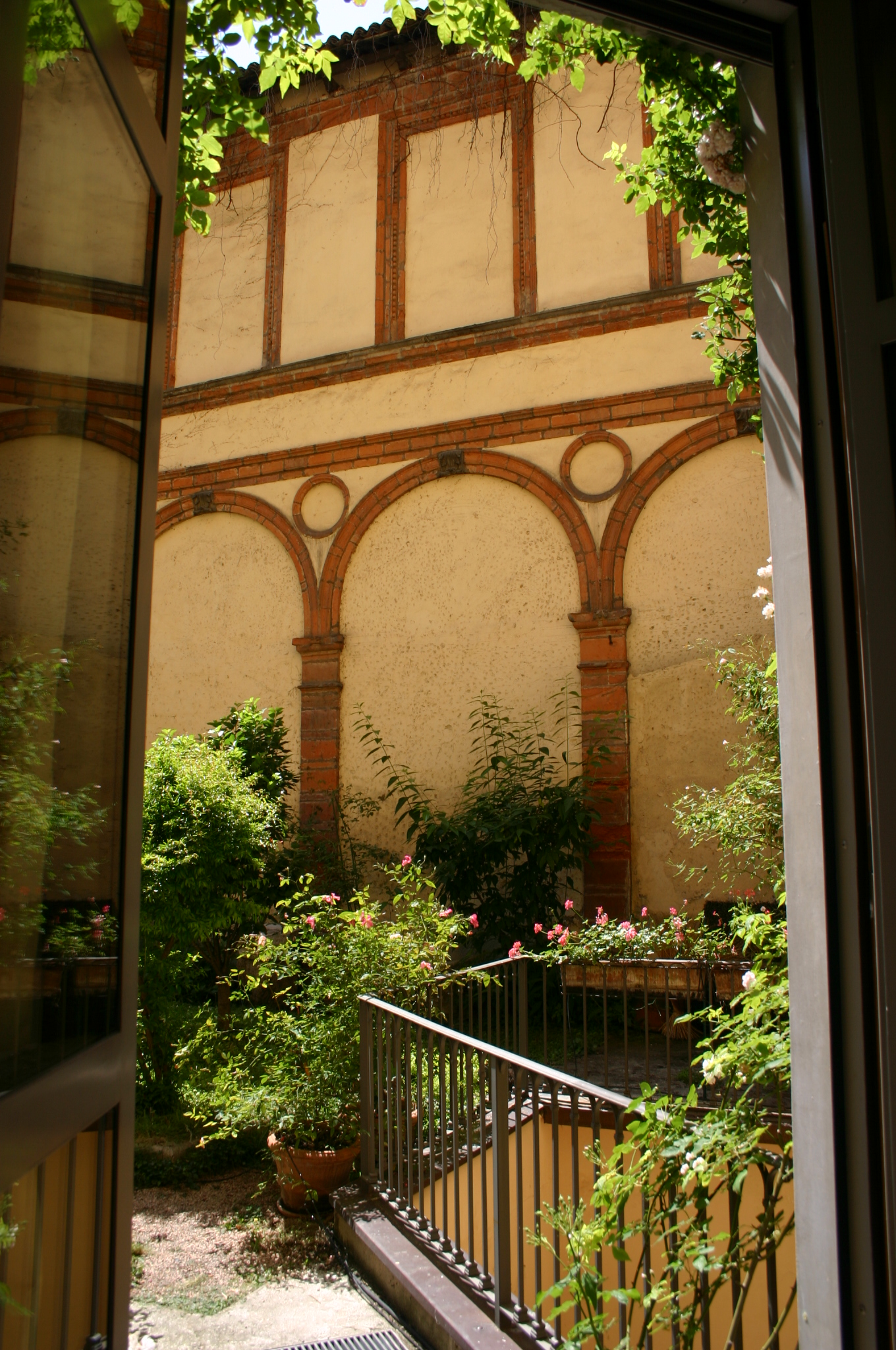
scorcio del cortile minore